# 15 juin en sport
15 mai 15 juillet
Chronologies thématiques
- Croisades
- Ferroviaires
- Disney

Le 15 juin (166e jour de l'année ou 167e en cas d'année bissextile) en sport.

## Événements

### XIXesiècle
- 1848 :
  - (Omnisports) : fondation du club sportif, le TSC Eintracht Dortmund 48/95, en Rhénanie du Nord/Westphalie en Allemagne.
- 1859 :
  - (Football australien) : fondation du club de Castlemaine Football Club.
- 1867 :
  - (Baseball) : Les Cincinnati Red Stockings affrontent les New York Mutuals à l'Union Grounds de New York devant 10 000 spectateurs. Le match est chaudement disputé, et les Red Stockings s'imposent 4 à 2[1].
  - (Voile) : fondation du Yacht Club de France[2].
- 1869 :
  - (Boxe) : Mike McCoole bat le challengeur britannique Tom Allen sur une disqualification dans le 9e round près de St. Louis, dans le Missouri. McCoole reste le Champion américain contesté car son rival principal Jimmy Elliott n'est pas opérationnel en raison d'une condanation[3],[4].
- 1889 :
  - (Tennis /Grand Chelem) : en finale de la 3e édition féminine de l'US open, victoire  de l'Américaine Bertha Townsend face  à sa compatriote Lida Voorhees 7-5, 6-2. Sur le double féminin, les Américaines Bertha Townsend et Margarette Ballard s'impose face à leurs compatriotes Marion Wright et Laura Knight 6–0, 6–2.

### XXesièclede1901à1950
- 1924 :
  - (Sport automobile) : victoire de John Duff et Frank Clement aux 24 Heures du Mans.
- 1929 :
  - (Sport automobile) : départ de la septième édition des 24 Heures du Mans.
- 1935 :
  - (Sport automobile) : départ de la treizième édition des 24 Heures du Mans.

### XXesièclede1951à2000
- 1952 :
  - (Sport automobile) : victoire de Hermann Lang et Fritz Riess aux 24 Heures du Mans.
- 1954 :
  - (Football) : fondation de l'Union des associations européennes de football plus connue sous son sigle UEFA (correspondant à son nom en anglais Union of European Football Associations, parfois traduit en « Union européenne de Football-Association ») est une association qui regroupe et représente les fédérations nationales de football d'Europe[5].
- 1958 :
  - (Formule 1) : Grand Prix automobile de Belgique.
- 1963 :
  - (Sport automobile) : départ de la trente et unième édition des 24 Heures du Mans.
- 1969 :
  - (Sport automobile) : victoire de Jacky Ickx et Jackie Oliver aux 24 Heures du Mans.
- 1974 :
  - (Sport automobile) : départ de la quarante-deuxième édition des 24 Heures du Mans.
- 1975 :
  - (Sport automobile) : victoire de Jacky Ickx et Derek Bell aux 24 Heures du Mans.
- 1980 :
  - (Sport automobile) : victoire de Jean Rondeau et Jean-Pierre Jaussaud aux 24 Heures du Mans.
- 1985 :
  - (Sport automobile) : départ de la cinquante-troisième édition des 24 Heures du Mans.
- 1986 :
  - (Formule 1) : Grand Prix automobile du Canada.
  - 1987 :
  - (Football) Jean-Michel Aulas devient président de l'OL. En juin 2022, il est toujours à son poste.
- 1996 :
  - (Sport automobile) : départ de la soixante-quatrième édition des 24 Heures du Mans.
- 1997 :
  - (Formule 1) : Grand Prix automobile du Canada.
- 2000 :
  - Formule 1 : Grand Prix automobile du Canada.
  - Natation : Stev Theloke nageur allemand bat le record d'Europe du 50 m dos à Berlin, en 25 s 63.

### XXIesiècle
- 2002 :
  - (Sport automobile) : départ de la soixante-dixième édition des 24 Heures du Mans.
- 2003 :
  - (Formule 1) : Grand Prix automobile du Canada.
- 2007 :
  - (Athlétisme) : lors du meeting Bislett d'Oslo, comptant pour la Golden League 2007, l'Éthiopienne Meseret Defar (23 ans), championne olympique sur la distance, améliore le record du monde du 5 000 mètres de 8 s 10/100 avec un temps de 14 min 16 s 63/100 contre 14 min 24 s 53/100 pour l'ancien record, qu'elle détenait déjà, depuis le 3 juin 2006 à New York.
- 2014 :
  - (Hockey sur gazon /  Coupe du monde) : l'Australie remporte la troisième Coupe du monde de son histoire, la deuxième consécutive, à la suite de sa victoire 6 buts à 1 contre les Pays-Bas, le pays hôte. L'Argentine termine troisième et réalise ainsi sa meilleure performance dans une compétition internationale.
- 2018 :
  - (Football /Mondial) : sur le match de coupe du monde entre l'Espagne et le Portugal qui finit sur un score nul de 3-3 notamment marqué par un triplé de C.Ronaldo, ses premiers buts face aux espagnols.
- 2019 :
  - (Compétition automobile /Endurance) : départ de la 87e édition des 24 Heures du Mans qui se déroule sur le Circuit de la Sarthe situé au sud de la ville du Mans, sur la commune de Mulsanne.
  - (Rugby à XV /Championnat de France) : Toulouse s'impose (24-18) en finale face à Clermont et décroche son vingtième Bouclier de Brennus.
- 2023 :
  - (Basket-ball /Euro féminin) : début de la 39e édition du Championnat d'Europe féminin de basket-ball qui se déroule en Israël et en Slovénie jusqu'au 25 juin.
- 2024 :
  - (Compétition automobile /Endurance) : départ de la quatre-vingt-douzième édition des 24 Heures du Mans[6].

## Naissances

### XIXesiècle
- 1852 :
  - Daniel Burley Woolfall, juriste international britannique puis dirigeant de football. Président de la FAF de 1901 à 1918 et de la FIFA de 1906 à 1918. († 24 octobre 1918).
- 1859 :
  - Paul Medinger, cycliste sur route français. († 27 avril 1895).
- 1870 :
  - Maud Barger Wallach, joueuse de tennis américaine. Victorieuse de l'US Open de tennis 1908. († 2 avril 1954).
- 1875 :
  - Herman Smith-Johannsen, fondeur norvégien-canadien. († 5 janvier 1987).
- 1876 :
  - Margaret Abbott, golfeuse américaine. Championne olympique aux Jeux de Paris 1900. († 10 juin 1955).
- 1878 :
  - Wollmar Boström, joueur de tennis suédois. Médaillé de bronze du double indoor aux Jeux de Londres 1908. († 7 novembre 1956).
- 1883 :
  - Henri Delaunay, dirigeant de football français. Secrétaire de la FFF de 1919 à 1955. († 9 novembre 1955).
- 1884 :
  - Rodney Heath, joueur de tennis australien. Vainqueur des Open d'Australie 1905 et 1910. († 6 octobre 1936).
  - Albert Iremonger, footballeur et joueur de cricket anglais. († 9 mars 1958).
- 1888 :
  - Frank Clement, pilote de courses automobile britannique. Vainqueur des 24 Heures du Mans 1924. († 15 février 1970).
- 1891 :
  - Harry Hebner, nageur et poloïste américain. Médaillé de bronze du relais 4×200m nage libre aux Jeux de Londres 1908, champion olympique du 100m dos et médaillé d'argent du relais 4×200m nage libre aux Jeux de Stockholm 1912.  († 12 octobre 1968).

### XXesièclede1901à1950
- 1901 :
  - Étienne Piquiral, joueur de rugby à XV français. Médaillé d'argent aux Jeux de Paris 1924. (19 sélections en équipe de France). († 13 mars 1945).
- 1911 :
  - Joseph Alcazar, footballeur français. (11 sélections en équipe de France). († 4 avril 1979).
- 1930 :
  - Marcel Pronovost, hockeyeur sur glace canadien. († 26 avril 2015).
- 1940 :
  - Ken Fletcher, joueur de tennis australien. († 11 février 2006).
- 1942 :
  - Peter Norman, athlète de sprint australien. Médaillé d'argent du 200 m aux Jeux de Mexico 1968. († 3 octobre 2006).
- 1944 :
  - Inna Ryskal, volleyeuse soviétique puis russe. Médaillée d'argent aux Jeux de Tokyo 1964 puis championne olympique aux jeux de Mexico 1968 et aux Jeux de Munich 1972 puis médaillée d'argent aux Jeux de Montréal 1976. Championne du monde féminin de volley-ball 1970. Championne d'Europe féminin de volley-ball 1963, 1967 et 1971.
- 1949 :
  - Dusty Baker, joueur de baseball puis manager américain.
- 1950 :
  - Oscar Damiani, footballeur puis dirigeant sportif italien. (2 sélections en équipe d'Italie).

### XXesièclede1951à2000
- 1951 :
  - Andon Nikolov, haltérophile bulgare. Champion olympique des -90kg aux Jeux de Munich 1972.
- 1953 :
  - Eje Elgh, pilote de courses automobile d'endurance suédois.
  - Jean-Pierre Garuet-Lempirou, joueur de rugby à XV français. Vainqueur du Tournoi des Cinq Nations 1986 et du Grand Chelem 1987 puis du Tournoi des Cinq Nations 1989. (42 sélections en équipe de France).
- 1954 :
  - Beverley Whitfield, nageuse australienne. Championne olympique du 200m brasse et médaillée de bronze du 100m brasse aux Jeux de Munich 1972. († 20 août 1996).
- 1956 :
  - Véronique Trinquet, fleurettiste française. Médaillée d'argent par équipes aux Jeux de Montréal 1976.
- 1958 :
  - Wade Boggs, joueur de baseball américain.
  - Eric Heiden, patineur de vitesse et cycliste sur route américain. Champion olympique des 500 m, 1 000 m, 1 500 m, 5 000 m et 10 000 m aux Jeux de Lake Placid 1980. Champion du monde toutes épreuves de patinage de vitesse 1977, 1978 et 1979. Champion du monde de sprint de patinage de vitesse 1977, 1978, 1979 et 1980.
  - Riccardo Paletti, pilote de F1 italien. († 13 juin 1982).
- 1960 :
  - Didier Courrèges, cavalier de concours complet et de sauts d'obstacles français. Champion olympique par équipes aux Jeux d'Athènes 2004. Médaillé d'argent par équipes aux Championnats du monde de concours complet 2002.
- 1963 :
  - Mario Gosselin, hockeyeur sur glace canadien.
- 1964 :
  - Michael Laudrup, footballeur puis entraîneur danois. Vainqueur de la Coupe des clubs champions 1992. (104 sélections en équipe du Danemark).
  - Anne Piquereau, athlète de haies française.
- 1968 :
  - Károly Güttler, nageur hongrois. Médaillé d'argent du 100 m brasse aux Jeux de Séoul 1988 puis du 200 m brasse aux Jeux d'Atlanta 1996. Champion d'Europe de natation du 100 m brasse 1993.
- 1969 :
  - Jesse Bélanger, hockeyeur sur glace canadien.
  - Oliver Kahn, footballeur allemand. Champion d'Europe de football 1996. Vainqueur de la Ligue des champions 2001, de la Coupe UEFA 1996. (86 sélections en équipe d'Allemagne).
  - Cédric Pioline, joueur de tennis français. Vainqueur des Coupe Davis 1996 et 2001.
- 1970 :
  - Žan Tabak, basketteur puis entraîneur yougoslave puis croate. Médaillé d'argent aux Jeux de Barcelone 1992. Vainqueur des Euroligue 1989, 1990 et 1991. (25 sélections en équipe de Croatie). Sélectionneur de l'équipe de Croatie de 2014 à 2015.
- 1972 :
  - Justin Leonard, golfeur américain. Vainqueur de l'Open britannique 1997 et de la Ryder Cup 1999.
  - Andy Pettitte, joueur de baseball américain.
- 1979 :
  - Charles Zwolsman, pilote de courses automobile néerlandais.
- 1980 :
  - Iker Romero, handballeur puis entraîneur espagnol. Médaillé de bronze aux Jeux de Pékin 2008. Champion du monde de handball 2005. Vainqueur des Coupe d'Europe des vainqueurs de coupe 2002 et 2003, des Ligue des champions 2005 et 2011 puis de la Coupe de l'EHF masculine 2015. (200 sélections en équipe d'Espagne).
- 1981 :
  - Kim Shaylor, joueuse de rugby à XV anglaise. (14 sélections en équipe d'Angleterre).
- 1983 :
  - Mike Harris, basketteur américain.
- 1984 :
  - Tim Lincecum, joueur de baseball américain.
  - James Mathis, basketteur américain.
- 1985 :
  - Francois Louw, joueur de rugby à XV sud-africain. Vainqueur du The Rugby Championship 2019. (69 sélections en Équipe d'Afrique du Sud).
  - D.J. Strawberry, basketteur américano-camerounais.
- 1986 :
  - Salah Mejri, basketteur tunisien. Champion d'Afrique de basket-ball 2011. Vainqueur de l'Euroligue de basket-ball 2015. (30 sélections en équipe de Tunisie).
  - James Maloney, joueur de rugby à XIII australien. Champion du monde de rugby à XIII 2017. Vainqueur du Tournoi des Quatre Nations 2016. (3 sélections en équipe d'Australie).
- 1987 :
  - Rohullah Nikpai, taekwondoïste afghan. Médaillé de bronze des -58 kg aux Jeux de Pékin 2008 puis aux Jeux de Londres 2012.
- 1988 :
  - Paulus Arajuuri, footballeur finlandais. (43 sélections en équipe de Finlande).
  - Barakat al-Harthi, athlète de sprint omanais.
  - Jennie Johansson, nageuse suédoise. Championne du monde de natation du 50 m brasse 2015. Championne d'Europe de natation du 50 m brasse 2016.
  - Peter Polansky, joueur de tennis canadien.
  - Sanele Vavae Tuilagi, joueur de rugby à XV samoan. (7 sélections en équipe des Samoa).
- 1989 :
  - Víctor Cabedo, cycliste sur route espagnol. († 19 septembre 2012).
  - Peter Kennaugh, sur piste et sur route britannique. Champion olympique de la poursuite par équipes aux Jeux de Londres 2012. Champion du monde de cyclisme sur piste de la poursuite par équipes 2012. Vainqueur du Tour d'Autriche 2014.
  - Teddy Tamgho, athlète de sauts français. Champion du monde d'athlétisme du triple saut 2013.
- 1990 :
  - Martin Hansen, footballeur danois.
  - Brahim Kaazouzi, athlète de demi-fond marocain.
- 1991 :
  - Andrea Barlesi, pilote de courses automobile italo-belge.
  - Toms Skujiņš, cycliste sur route letton.
  - Solenn Thieurmel, basketteuse en fauteuil roulant française.
- 1992 :
  - Mohamed Salah, footballeur égyptien. Vainqueur de la Ligue des champions 2019. (98 sélections en équipe d'Égypte).
  - Dafne Schippers, athlète de sprint néerlandaise. Médaillée d'argent du 200 m aux jeux de Rio 2016. Championne du monde d'athlétisme du 200 m 2015 et 2017. Championne d'Europe d'athlétisme du 100 et 200 m 2014 puis du 100m et du relais 4×100m 2016.
- 1993 :
  - Boone Jenner, hockeyeur sur glace canadien. Champion du monde de hockey sur glace 2016.
  - Carolina Marín, joueuse de badminton espagnole. Championne olympique du simple dames aux Jeux de Rio 2016. Championne du monde de badminton du simple dames 2014, 2015 et 2018. Championne d'Europe de badminton du simple dames 2014, 2016, 2017 et 2018.
- 1994 :
  - Vincent Janssen, footballeur néerlandais. (22 sélections en équipe des Pays-Bas).
  - Stephanie Talbot, basketteuse australienne. Championne d'Océanie féminin de basket-ball 2015. (8 sélections en équipe d'Australie).
  - Yussuf Poulsen, footballeur danois. (69 sélections en équipe du Danemark).
  - Iñaki Williams, footballeur hispano-ghanéen. (17 sélections avec l'équipe du Ghana et 1 avec celle d'Espagne).
- 1995 :
  - Antoine Gérard, skieur de nordique français.
  - Érick Gutiérrez, footballeur mexicain. Vainqueur de la Ligue des champions de la CONCACAF 2017. (36 sélection sen équipe du Mexique).
  - Maximilian Marterer, joueur de tennis allemand.
- 1997 :
  - Nolwenn Bena, rink hockeyeuse française. Championne du monde de rink hockey féminin 2012.
  - Batcheba Louis, footballeuse haïtienne. (33 sélections en équipe nationale).
  - Akwasi Yeboah, basketteur britannico-ghanéen.
- 1998 :
  - Vilimoni Botitu, joueur de rugby à XV et à sept fidjien. Champion olympique aux Jeux de Tokyo 2020. (12 sélections avec l'équipe des Fidji de rugby à XV et 88 avec celle de rugby à sept).
  - Tom Curry, joueur de rugby à XV anglais. Vainqueur du Tournoi des Six Nations 2020. (50 sélections en équipe d'Angleterre).

### XXIesiècle
- 2002 :
  - Guewe Diouf, volleyeuse française. (12 sélections en équipe de France).
  - Ibrahim Said, footballeur nigérian.
- 2004 :
  - Max Weiß, footballeur allemand.

## Décès

### XXesièclede1901à1950
- 1915 :
  - Charles Simon, 32 ans, dirigeant sportif français. Secrétaire général de la Fédération gymnastique et sportive des patronages de France. (° 25 septembre 1882).
- 1927 :
  - Ottavio Bottecchia, 32 ans, cycliste sur route italien. Vainqueur des Tours de France 1924 et 1925. (° 1er août 1927).
- 1940 :
  - Jacques Mairesse, 35 ans, footballeur français. (6 sélections en équipe de France). (° 27 février 1905).

### XXesièclede1951à2000
- 1951 :
  - Tilémachos Karákalos, 85 ans, sabreur grec. Médaillé d'argent aux Jeux d'Athènes 1896. (° ? 1866).
- 1961 :
  - Giulio Cabianca, 38 ans, pilote de courses automobile autrichien. (° 19 février 1923).
- 1965 :
  - Maurice Bouton, 73 ans, rameur français. Médaillé d'argent du deux barré aux Jeux d'Anvers 1920 puis médaillé d'argent du deux sans barreur aux Jeux de Paris 1924. (° 24 février 1892).
- 1968 :
  - Sam Crawford, 88 ans, joueur de baseball américain. (° 18 avril 1880).
- 1992 :
  - Jean Aerts, 84 ans, cycliste sur route belge. Champion du monde de cyclisme sur route 1935. Vainqueur du Tour de Belgique 1933. (° 8 septembre 1907).
- 1993 :
  - James Hunt, 45 ans, pilote de F1 anglais. Champion du monde de Formule 1 1976. (10 victoires en Grand Prix). (° 29 août 1947).

### XXIesiècle
- 2002 :
  - Saïd Belqola, 45 ans, arbitre de football marocain. (° 30 août 1956).
- 2005 :
  - Alessio Galletti, 37 ans, cycliste sur route italien. (° 26 mars 1968).
- 2008 :
  - Ray Getliffe, 94 ans, hockeyeur sur glace canadien. (° 3 avril 1914).
- 2011 :
  - Pavel Stolbov, 81 ans, gymnaste soviétique puis russe. Champion olympique du concours général par équipes aux Jeux de Melbourne 1956. Champion du monde du concours général par équipes 1958. Champion d'Europe de gymnastique à la barre fixe 1959. (° 30 août 1929).
- 2012 :
  - Jean Ayer, 82 ans, hockeyeur sur glace suisse. (° 6 janvier 1930).
  - Barry MacKay, 76 ans, joueur de tennis américain. (° 31 août 1935).
- 2013 :
  - José Froilán González, 90 ans, pilote F1 et de courses automobile d'endurance argentin. (2 victoires en Grand prix). Vainqueur des 24 Heures du Mans 1954. (° 5 octobre 1922).
- 2017 :
  - Ray Getliffe, 68 ans, hockeyeur sur glace canadien. (° 30 décembre 1948).
- 2024 :
  - Kevin Campbell, 54 ans, footballeur anglais. Vainqueur de la Coupe d'Europe des vainqueurs de coupe 1994. (° 4 février 1970).